# Něftějugansk
Něftějugansk (rusky Нефтеюганск) je město v Chantymansijském autonomním okruhu – Jugře v Ruské federaci. Žije zde přibližně 127 tisíc obyvatel.

## Poloha
Něftějugansk leží několik desítek kilometrů jihozápadně od Surgutu na jižním břehu Obu.

## Dějiny
Něftějugansk byl založen jako dělnické sídlo v roce 1961 v souvislosti s těžbou ropy a prakticky od počátku funguje zejména jako středisko ropného průmyslu, mj. jako jedno z hlavních pracovišť Jukosu. Městem je od roku 1967.